# 杉浦吉貞
杉浦 吉貞（すぎうら よしさだ）は、戦国時代の武将。松平氏・徳川氏の家臣。
杉浦氏は和田氏の末裔を称し、和田合戦の残党が近江国に蟄居した際、和田氏の旧姓である杉本氏・三浦氏の一字ずつを取り杉浦と称したとされる。松平清康・広忠の2代に仕え、三河六名郷に所領があった。広忠没後の弘治元年（1555年）蟹江城攻撃では嫡男の勝吉や大久保忠勝・忠員・忠世・忠佐・阿倍忠政らとともに軍功を立て、蟹江七本槍と称された。永禄6年（1563年）三河一向一揆の蜂起に際しては大久保忠俊らとともに上和田砦に籠城し、針崎一揆と戦って武功があった。